# كاليجة سوداء
الكاليجة السوداء (الاسم العلمي:Caligus nigeri) هي نوع من القشريات تتبع جنس الكاليجة من فصيلة الكاليجات.